# Lịch thi đấu Trận đấu Quốc tế FIFA
Lịch thi đấu Trận đấu Quốc tế FIFA, gọi tắt là Lịch FIFA, là thời kỳ mà các câu lạc bộ bóng đá có nghĩa vụ giải phóng cầu thủ của họ cho các đội tuyển quốc gia. Đây là một thỏa thuận giữa nhà EA, sáu liên đoàn bóng đá châu lục, Hiệp hội các Câu lạc bộ châu Âu và FIFPro.
Các giải đấu mà câu lạc bộ phải giải phóng cầu thủ cho đội tuyển quốc gia, đã được FIFA quy định, gồm FIFA World Cup, UEFA Euro, AFC Asian Cup, Copa America, CONCACAF Gold Cup, CAF CAN, CONCACAF Nations League và UEFA Nations League. Ngoài những giải này, còn có những khoảng thời gian khác mà câu lạc bộ cũng phải giải phóng cầu thủ cho đội tuyển quốc gia, chúng được gọi là FIFA Days.
Các ngày chính thức của FIFA Days hiện nay bao gồm: tháng 3, tháng 6, tháng 9, tháng 10 và tháng 11. Mỗi đợt FIFA Days chỉ diễn ra trong khoảng 9 ngày, mỗi đội chỉ có thể thi đấu 2-3 trận, vì vậy FIFA Days là quãng thời gian thường dành cho các trận giao hữu hoặc vòng loại.
Mỗi lần tham gia một trận đấu chính thức, các cầu thủ có 4 ngày để phục vụ cho đội tuyển quốc gia, cả đi và về. Nếu một người tham gia một trận đấu chính thức ở một châu lục khác với câu lạc bộ của mình, thời gian là 5 ngày. Trận đấu giao hữu được coi là ít quan trọng và sẽ phục vụ trong 48 giờ.
FIFA nhấn mạnh rằng các trận đấu chính thức và giao hữu sẽ được ưu tiên tổ chức tại thời gian này, tuy nhiên không nói rõ về các trận đấu giao hữu tự tổ chức giữa các hiệp hội bóng đá quốc gia. Bóng đá tại Thế vận hội Olympic không nằm trong danh sách giải đấu bắt buộc phải giải phóng cầu thủ, tuy nhiên FIFA khuyến khích việc giải phóng các cầu thủ dưới 23 tuổi. 

## Mục đích
Trong quá khứ, khi lựa chọn thời điểm thi đấu, các hiệp hội bóng đá quốc gia và FIFA thường xuyên mâu thuẫn với các câu lạc bộ trong việc nhả cầu thủ, nhất là các ngôi sao để thực hiện nghĩa vụ quốc gia. Mâu thuẫn như vậy đòi hỏi sự thỏa thuận giữa các bên.
Trong bối cảnh đó, lịch FIFA được tạo ra vào năm 2002 với mục đích buộc các câu lạc bộ phải giải phóng cầu thủ của họ cho các đội tuyển quốc gia. Việc tập trung các trận thi đấu quốc tế lại vào chung một thời điểm tạo ra sự thống nhất cho các đội tuyển quốc gia, cũng như giúp các đội tuyển có đủ thời gian để lên kế hoạch tập luyện và thi đấu.
Việc thực hiện lịch FIFA diễn ra rất chặt chẽ ở châu Âu. Hiện nay, hầu hết các khoảng thời gian này đều được lấp kín bởi vòng loại Euro (tháng 3,6,9,10,11 năm 2019), vòng loại World Cup (tháng 3,6,9,10,11 năm 2021), cũng như Nations League (tháng 9, 10, 11 năm 2018, 2020). Vòng play-off  cho vòng loại Euro và dự kiến là World Cup đều sẽ dời sang tháng 3, trong khi vòng chung kết diễn ra vào tháng 6. Thời gian dành cho giao hữu là rất ít cho các đội tuyển.
Ở các châu lục khác, lịch FIFA được thực hiện thoải mái hơn, do việc phục vụ đội tuyển quốc gia được xem như là vinh dự và việc câu lạc bộ phải nhả cầu thủ là chuyện đương nhiên. Tuy nhiên, hầu hết các giải đấu dành cho các đội tuyển quốc gia đều được tổ chức vào lịch FIFA nhằm đảm bảo thống nhất và có khoa học.

## Tranh chấp với Hiệp hội các câu lạc bộ châu Âu
Hiệp hội các Câu lạc bộ Châu Âu thường có tranh chấp với FIFA về khoản bồi thường mà mỗi câu lạc bộ được nhận mỗi khi phải nhả cầu thủ cho các đội tuyển quốc gia. 
Tại World Cup 2010, 40 triệu euro đã được trả cho các câu lạc bộ để bồi thường. Các câu lạc bộ muốn một số tiền nhiều hơn 6 lần. Các tranh chấp vẫn thường xuyên xảy ra, chủ yếu quanh số tiền bồi thường và vấn đề chấn thương của các cầu thủ khi đá cho đội tuyển. Các câu lạc bộ gọi sự chấn thương là các virus FIFA, và thường xuyên đòi số tiền bồi thường cho việc này.
Chủ tịch ECA, ông Karl-Heinz Rummenigge, nói: "Thật không may, các cuộc thảo luận với chủ tịch FIFA đã thất bại trong việc đưa ra một kết quả khả quan có tính đến nhu cầu của các câu lạc bộ".
Vào tháng 3 năm 2012, FIFA đã phát hành một thông cáo báo chí cho thấy rằng Rummennigge đã được mời tham dự một hội nghị thượng đỉnh nhưng không tham dự.